# 市川橋 (兵庫県)

市川橋（いちかわばし）は、兵庫県姫路市の市川にかかり、姫路市東郷町と同市花田町一本松を結ぶ国道2号の橋である。

## 概要
江戸時代は、市川には橋が架けられず、渡し船で川を渡っていた。1875年（明治8年）に木橋が架けられ、1908年（明治41年）6月、一本松より東郷町へ通じる国道に延長490m余の鉄橋が架けられた。その鉄橋は、当時兵庫県下で最長の橋であった。現在の橋は、1941年（昭和16年）内務省によって架け替えられた。橋長246m、全幅9m、11径間のRCカンチレバー桁橋である。付近に市川を渡る橋が少ないため、渋滞しやすい。
橋西側には、国道2号に沿って市川橋通の地名がある。

## 交通機関
- 神姫バス - 「市川橋」「市川橋東詰」バス停
- JR播但線 - 京口駅

## 市川橋通
国道2号の市川橋西詰交差点〜姫路天神前交差点間の両側に位置する地名である。2丁目まである。姫路天神前交差点では国道312号と接続しており、また兵庫県道516号姫路環状線の起点・終点でもある。